# 詹代法則
詹代法则（英語：或；挪威語：（書面挪威語）或（新挪威語））是一个斯堪的纳维亚社群中對個人的一種看法，其特點是否定個人的成就，詹代法则首次出現是在丹麦裔挪威小说家阿克塞尔·桑德摩斯的挪威語小說《難民迷影》（挪威語：En flyktning krysser sitt spor）中，他用此法則來形容小說中虛構的丹麦小鎮洋特（Jante），其中的人都彼此認識。
詹代法则有共有十條，不過可以濃縮為一句話：不要以為你很特別，不要以為你比「我們」（一个集体）優秀。
十大法则是：
1. 不要以为你很特别。
2. 不要以为你比「我们」溫厚。
3. 不要以为你比「我们」聪明。
4. 不要想像自己比「我们」好。
5. 不要以为你懂得比「我们」多。
6. 不要以为你比「我们」更重要。
7. 不要以为你很能幹。
8. 不要取笑「我们」。
9. 不要以为有人很在乎你。
10. 不要以为你能教導「我们」任何事。

在小說中還有第十一條：不要以為你有什麼事是我們不知道的。